# Моравски Бујмир
Моравски Бујмир је насеље у Србији у општини Алексинац у Нишавском округу. Према попису из 2022. било је 124 становника (према попису из 1991. било је 251 становника).

## Демографија
У насељу Моравски Бујмир живи 179 пунолетних становника, а просечна старост становништва износи 45,9 година (43,7 код мушкараца и 48,2 код жена). У насељу има 67 домаћинстава, а просечан број чланова по домаћинству је 3,09.
Ово насеље је већином насељено Србима (према попису из 2002. године), а у последња три пописа, примећен је пад у броју становника.
|  |

| Демографија | Демографија | Демографија |
| Година      | Становника  | Становника  |
| ----------- | ----------- | ----------- |
| 1948.       | 322         |             |
| 1953.       | 344         |             |
| 1961.       | 347         |             |
| 1971.       | 321         |             |
| 1981.       | 279         |             |
| 1991.       | 251         | 251         |
| 2002.       | 207         | 207         |

| Етнички састав према попису из 2002.‍ | Етнички састав према попису из 2002.‍ | Етнички састав према попису из 2002.‍ | Етнички састав према попису из 2002.‍ | Етнички састав према попису из 2002.‍ |
| ------------------------------------ | ------------------------------------ | ------------------------------------ | ------------------------------------ | ------------------------------------ |
|                                      |                                      |                                      |                                      |                                      |
| Срби                                 | Срби                                 |                                      | 174                                  | 84,05%                               |
| Роми                                 | Роми                                 |                                      | 24                                   | 11,59%                               |
| Македонци                            | Македонци                            |                                      | 2                                    | 0,96%                                |
| Бугари                               | Бугари                               |                                      | 1                                    | 0,48%                                |
| непознато                            | непознато                            |                                      | 6                                    | 2,89%                                |

| Година пописа     | 1948. | 1953. | 1961. | 1971. | 1981. | 1991. | 2002. |
| ----------------- | ----- | ----- | ----- | ----- | ----- | ----- | ----- |
| Број домаћинстава | 84    | 80    | 83    | 84    | 80    | 84    | 67    |

| Број чланова      | 1  | 2  | 3 | 4  | 5 | 6 | 7 | 8 | 9 | 10 и више | Просек |
| ----------------- | -- | -- | - | -- | - | - | - | - | - | --------- | ------ |
| Број домаћинстава | 11 | 22 | 9 | 10 | 9 | 3 | 2 | 1 | 0 | 0         | 3,09   |

| Пол    | Укупно | Неожењен/Неудата | Ожењен/Удата | Удовац/Удовица | Разведен/Разведена | Непознато |
| ------ | ------ | ---------------- | ------------ | -------------- | ------------------ | --------- |
| Мушки  | 92     | 22               | 61           | 5              | 3                  | 1         |
| Женски | 93     | 7                | 61           | 19             | 2                  | 4         |
| УКУПНО | 185    | 29               | 122          | 24             | 5                  | 5         |

| Пол    | Укупно                    | Пољопривреда, лов и шумарство | Рибарство                            | Вађење руде и камена | Прерађивачка индустрија       |
| ------ | ------------------------- | ----------------------------- | ------------------------------------ | -------------------- | ----------------------------- |
| Мушки  | 44                        | 23                            | 0                                    | 0                    | 8                             |
| Женски | 34                        | 28                            | 0                                    | 0                    | 1                             |
| УКУПНО | 78                        | 51                            | 0                                    | 0                    | 9                             |
| Пол    | Производња и снабдевање   | Грађевинарство                | Трговина                             | Хотели и ресторани   | Саобраћај, складиштење и везе |
| Мушки  | 0                         | 2                             | 2                                    | 3                    | 3                             |
| Женски | 0                         | 0                             | 1                                    | 2                    | 0                             |
| УКУПНО | 0                         | 2                             | 3                                    | 5                    | 3                             |
| Пол    | Финансијско посредовање   | Некретнине                    | Државна управа и одбрана             | Образовање           | Здравствени и социјални рад   |
| Мушки  | 0                         | 0                             | 1                                    | 1                    | 0                             |
| Женски | 0                         | 0                             | 0                                    | 2                    | 0                             |
| УКУПНО | 0                         | 0                             | 1                                    | 3                    | 0                             |
| Пол    | Остале услужне активности | Приватна домаћинства          | Екстериторијалне организације и тела | Непознато            | Непознато                     |
| Мушки  | 0                         | 0                             | 0                                    | 1                    | 1                             |
| Женски | 0                         | 0                             | 0                                    | 0                    | 0                             |
| УКУПНО | 0                         | 0                             | 0                                    | 1                    | 1                             |